# Kruševo (album)
Pour les articles homonymes, voir Kruševo (homonymie).
Kruševo (ou aussi souvent écrit Krushevo) est un album enregistré en juin 1997 par Vlatko Stefanovski et Miroslav Tadić dans le Monument à l'insurrection d'Ilinden (ou Makedonium) à Kruševo en Macédoine. La pochette décrit une partie du plafond du monument caractérisé par un style anachronique. L'album est constitué d'arrangements de morceaux traditionnels macédoniens pour deux guitares. Les enregistrements « mêlent ainsi le classique, un folk ethnique (d'où l'utilisation de gammes atypiques) et un rock progressif acoustique ».

## Titres
1. Gajdarsko Oro - 4:33
2. Jano, Mori  - 4:59
3. Jovano Jovanke - 7:30
4. More Cico Rece da Me Zeni - 4:21
5. Proseta Se Jovka Kumanovka - 5:56
6. Ne Prela Gora Ni Tkala - 4:46
7. Daline Cino Creveno - 4:47
8. Izlezi, Vido - 4:32
9. Adja da Li Znaes, Pametis Milice - 5:27
10. Oj. Ovcarce - 3:56

## Musiciens
- Vlatko Stefanovski : guitare classique, folk et dobro.
- Miroslav Tadić : guitare classique et folk.